# Amanta Nagajeva
Amanta Nagajeva (også Aminat Nagajeva, Amnat Nagajeva; russisk: Аминат (Аманта) Нагаева; – 2004) var en kvindelig tjetjensk selvmordsterrorist (shahidka), der den 24. august 2004 ved en selvmordsaktion sprængte et russisk Tupolev Tu-134 passagerfly i luften, hvorved 43 personer blev dræbt.
Terrorangrebet var en koordineret aktion sammen med Amantas sambo, den ligeledes tjetjensk selvmordsbomber Satsita Dzhbirkhanova (С. Джебирханова). Dzhbirkhanova angreb et andet rutefly, en Tupolev Tu-154 hvor 46 omkom.
Amantas yngre søster Roza var også selvmordsterrorist og deltog og blev dræbt i forbindelse med terrorangrebet i Beslan (334+ døde). Amanta var 26 og Roza 24, da de døde i august 2004.
Amanta var født i den tjetjenske landsby Kirov-Urt. Op til angrebet boede hun i Grosnij i en lejlighed sammen med søsteren Roza, Satsita Dzhbirkhanova og en fjerde kvinde ved navn Marijam Taburova (som sammen med søsteren Roza deltog i angrebet i Beslan), samt hendes mor og tante. Sammen med sin søster havde hun en bod på det lokale marked, hvor de solgte tøj, sko og andre ting, de importerede fra Azerbaijan. Kvindelige tjetjenske selvmordsbombere betegnes ofte som "sorte enker", men hverken Amanta eller hendes søster Roza var teknisk set enker. I stedet var de blevet skilt og forladt af deres mand, da de begge var sterile og ikke kunne få børn, en "dybt stigmatiserende defekt i tjetjensk kultur".
Amanta og Dzhbirkhanova var sammen fløjet fra Makhatsjkala i Dagestan til Moskva, hvor de købte billetter til de to forskellige fly, de senere bragte til sprængning.
Da både Amanta, Dzhbirkhanova og Amantas søster Roza var blevet sat i forbindelse med terrorangreb (søsteren Roza fejlagtigt med terrorangrebet i Rizhskaja), var der udbredt frygt for, at også bofællesskabets fjerde kvinde Taburova, som var forsvundet på samme tid med de andre, ville udføre et lignende terrorangreb i Moskva. I stedet var hun allerede dagen efter død i Beslan.